# Birdy (chanteuse)
Pour les articles homonymes, voir van den Bogaerde et Birdy.
Jasmine van den Bogaerde, connue sous son nom de scène Birdy, est une auteure-compositrice-interprète, pianiste et guitariste britannique, née le 15 mai 1996 à Lymington (Angleterre). 
Elle remporte le concours de musique Open Mic UK en 2008, à l'âge de 12 ans. Sa version de Skinny Love de Bon Iver, publiée en janvier 2011, se classe au Top-20 de l'UK Singles Chart puis dans certains pays européens[Quoi ?]. Elle est l'auteure de cinq albums studio : Birdy (2011), Fire Within (2013), Beautiful Lies (2016), Young Heart (2021) et Portraits (2023).

## Biographie

### 1996-2008
Birdy naît à Lymington dans le comté du Hampshire. Son père est Rupert Oliver Benjamin van den Bogaerde, un écrivain (il a écrit sous le nom de Rupert Bogarde). Sa mère, Sophie Patricia (née Roper-Curzon) est une pianiste et concertiste, et lui apprend à jouer du piano vers ses 7 ans. Très vite (à 8 ans), elle commence à écrire puis composer ses propres chansons. Elle a des origines anglaise, belges (flamandes), néerlandaises et écossaise et est la petite nièce de l'acteur Dirk Bogarde.
Son nom de scène vient de ses parents, qui lui ont donné lorsqu'elle était petite, car à l'heure du goûter, Jasmine ouvrait sa bouche comme un petit oiseau.[réf. nécessaire]
Elle étudie à la Priestlands School à Lymington, une petite école publique qui se spécialise dans les arts visuels et du spectacle. Elle chante et joue du piano. En 2008, à l'âge de 12 ans, elle remporte le concours de talents Open Mic UK, en interprétant So Be Free, une chanson de sa composition, devant 2 000 spectateurs. Elle décroche le prix dans la catégorie moins de 18 ans.

### Depuis 2008
Après la compétition, elle se voit offrir un contrat d'édition avec Good Soldier Songs Ltd, dirigée par Christian Tattersfield, président de la Warner Bros.
En 2011, à l'âge de 15 ans, Birdy publie une reprise de la chanson Skinny Love de Bon Iver. La chanson devient son premier succès à la UK Singles Chart. Le clip officiel de la chanson est réalisé par Sophie Muller. Par la suite, Birdy reprend la chanson The A Team de Ed Sheeran, ainsi que Shelter de The xx, qui apparaît également dans la série Vampires Diaries, épisode diffusé le 29 septembre. Skinny Love monte au numéro 3 des charts aux Pays-Bas.
Son premier album est entièrement composé de reprises, excepté Without a Word, qui est sa propre composition et est diffusé dans un des épisodes de Vampire Diaries.
En 2012, elle sort une nouvelle chanson, Just a Game, pour le film Hunger Games. Le 27 février 2012 sort sa chanson 1901, une reprise du groupe Phoenix. En juin 2012, elle collabore avec le groupe Mumford and Sons pour la bande-son de Rebelle, le film d'animation des studios Pixar sorti en 2012. Cette chanson s'appelle Learn Me Right.[réf. souhaitée]
Le 29 août 2012, Birdy interprète Bird Gerhl, du groupe Antony and the Johnsons, à la cérémonie d'ouverture des Jeux paralympiques de Londres 2012.
Fire Within est le deuxième album de Birdy, sorti le 23 septembre 2013. Accompagnée par plusieurs auteurs-compositeurs, elle écrit et compose l'album. Sachant très bien jouer du piano, elle a décidé d'apprendre la guitare : ainsi le piano est toujours le principal instrument sur cet album, bien que la guitare y occupe une place importante. On retrouve aussi la chanson "Wings" issu de cet album dans le dernier épisode de la saison 5 de Vampires Diaries.
Birdy posera en 2013 pour la célèbre marque GAP, aux côtés d'autres jeunes artistes comme RJ Mitte.
En avril 2014, Birdy entame une tournée aux États-Unis avec la chanteuse Christina Perri pour le Head or Heart Tour, en faisant l'ouverture.[réf. souhaitée]
En 2014, elle compose une chanson, Not About Angels, pour le film Nos étoiles contraires. Pour ce même film, elle chante également Tee Shirt et Best Shot avec Jaymes Young.[réf. souhaitée]
En 2015, elle fait une apparition à la télévision française pour la finale de l'émission The Voice et interprète Skinny Love aux côtés de Côme, le finaliste de l'équipe de Jenifer.[réf. souhaitée]
En 2017, elle fait également une apparition à la télévision québécoise pour les directs de l'émission La voix 5 lors des quarts de finale et interprète plusieurs de ses titres aux côtés des douze finalistes.[réf. souhaitée]

## Discographie

### Albums studios
| Titre                                                            | Détail                                                    | Meilleures positions | Meilleures positions | Meilleures positions | Meilleures positions | Meilleures positions | Meilleures positions | Meilleures positions | Meilleures positions | Meilleures positions | Meilleures positions | Meilleures positions | Meilleures positions | Certifications                     |
| Titre                                                            | Détail                                                    | UK                   | AUS                  | AUT                  | BEL (FL)             | BEL (WA)             | CAN                  | FRA                  | IRL                  | P-B                  | ECO                  | SUI                  | US                   | Certifications                     |
| ---------------------------------------------------------------- | --------------------------------------------------------- | -------------------- | -------------------- | -------------------- | -------------------- | -------------------- | -------------------- | -------------------- | -------------------- | -------------------- | -------------------- | -------------------- | -------------------- | ---------------------------------- |
| Birdy                                                            | - Sortie : 7 novembre 2011 - Label : Warner Music Group   | 13                   | 1                    | 14                   | 1                    | 2                    | 33                   | 4                    | 40                   | 1                    | 18                   | 3                    | 62                   | - Royaume-Uni : Or - Pays-Bas : Or |
| Fire Within                                                      | - Sortie : 23 septembre 2013 - Label : Warner Music Group | 8                    | 5                    | 7                    | 4                    | 2                    | 4                    | 5                    | 7                    | 3                    | 3                    | 1                    | 8                    | - Royaume-Uni : Or                 |
| Beautiful Lies                                                   | - Sortie : 25 mars 2016 - Label : Atlantic Records        | 4                    | 10                   | 11                   | 7                    | 8                    | 22                   | 10                   | 5                    | 8                    | 4                    | 2                    | 68                   | - Royaume-Uni : Or                 |
| Young Heart                                                      | - Sortie : 30 avril 2021 - Label : Atlantic Records       |                      |                      |                      |                      |                      |                      |                      |                      |                      |                      |                      |                      |                                    |
| Portraits                                                        | - Sortie : 18 août 2023 - Label : Atlantic Records        |                      |                      |                      |                      |                      |                      |                      |                      |                      |                      |                      |                      |                                    |
| "—" signifie que l'album n'est pas sorti ou classé dans le pays. |                                                           |                      |                      |                      |                      |                      |                      |                      |                      |                      |                      |                      |                      |                                    |

### Singles
| Année                                                              | Single                                           | Meilleure position | Meilleure position | Meilleure position | Meilleure position | Meilleure position | Meilleure position | Meilleure position | Meilleure position | Meilleure position | Meilleure position | Certifications | Album       |
| Année                                                              | Single                                           | UK                 | AUS                | AUT                | BEL (FL)           | BEL (WA)           | IRL                | FRA                | P-B                | ECO                | SUI                | Certifications | Album       |
| ------------------------------------------------------------------ | ------------------------------------------------ | ------------------ | ------------------ | ------------------ | ------------------ | ------------------ | ------------------ | ------------------ | ------------------ | ------------------ | ------------------ | -------------- | ----------- |
| 2011                                                               | Skinny Love (reprise de Bon Iver)                | 17                 | 2                  | 15                 | 3                  | 4                  | 35                 | 2                  | 1                  | 17                 | 54                 | - BEL : Or     | Birdy       |
| 2011                                                               | Shelter (reprise des XX)                         | 50                 | —                  | —                  | 34                 | 74                 | —                  | —                  | —                  | —                  | —                  |                | Birdy       |
| 2011                                                               | People Help the People (reprise de Cherry Ghost) | 33                 | 10                 | 7                  | 2                  | 5                  | —                  | 7                  | 5                  | 32                 | —                  |                | Birdy       |
| 2012                                                               | 1901 (reprise du groupe Phoenix)                 | 72                 | —                  | —                  | 85                 | 69                 | —                  | —                  | —                  | —                  | —                  |                | Birdy       |
| 2013                                                               | Wings                                            | 8                  | 25                 | 3                  | —                  | —                  | —                  | 8                  | —                  | —                  | —                  |                | Fire Within |
| "—" signifie que le single n'est pas sorti ou classé dans le pays. |                                                  |                    |                    |                    |                    |                    |                    |                    |                    |                    |                    |                |             |

### Collaborations
| Année | Single                          | Meilleure position | Meilleure position | Meilleure position | Certifications | Album |
| Année | Single                          | UK                 | BEL (FL)           | IRL                | Certifications | Album |
| ----- | ------------------------------- | ------------------ | ------------------ | ------------------ | -------------- | ----- |
| 2016  | Find Me (Sigma featuring Birdy) | 36                 | 54                 | 45                 |                | NC    |

## Utilisations de ses chansons
- Sa chanson People Help the People est utilisée dans la bande annonce du film documentaire Chimpanzés (2012) de Disneynature, ainsi que dans le film Le Cœur des hommes 3 de Marc Esposito.
- Ses chansons Comforting Sounds et Farewell and Goodnight sont utilisées dans l'épisode 21 de la deuxième saison de la série américaine Vampire Diaries.
- Sa chanson Shelter est utilisée dans l'épisode 3 de la saison 3 de Vampire Diaries.
- Sa chanson Just A Game est utilisée dans le film Hunger Games (2012) de Gary Ross.
- Sa chanson Wings est utilisée dans la BO du film Un amour d'hiver (2014) d'Akiva Goldsman.
- Sa chanson Not About Angels (crée pour le film) est utilisée pour le film Nos étoiles contraires (2014). Elle sort également deux autres chansons pour le film : Tee Shirt, et Best Shot.
- Sa chanson Without a word est utilisée dans l'épisode 4 de la saison 5 de Vampire Diaries.
- Sa chanson Wings est utilisée dans l'épisode 22 de la saison 5 de Vampire Diaries.
- Elle interprete la voix chantante de Merida, dans le disney "Rebelle" sur la chanson Learn Me Right en duo avec les Anglais de Mumford & Sons[27]
- Sa chanson Words As Weapons est utilisée dans l'épisode 13 de la saison 1 de Crisis
- Sa chanson I'll Never Forget You est utilisée dans l'épisode 12 de la saison 6 de Vampire Diaries
- Sa reprise de Terrible Love est utilisée dans l'épisode 19 de la saison 3 The Originals.

## Distinctions
| Année | Cérémonie             | Travail nommé          | Catégorie                            | Résultat   |
| ----- | --------------------- | ---------------------- | ------------------------------------ | ---------- |
| 2012  | La Chanson de l'année | Skinny Love            | Chanson de l'année                   | Nomination |
| 2012  | Bel RTL               | People Help The People | Chanson de l'année                   | Lauréat    |
| 2013  | NRJ Music Awards      | Elle-même              | Révélation internationale de l'année | Nomination |
| 2014  | Echo                  | Elle-même              | Artiste internationale pop/rock      | Lauréat    |
| 2014  | Brit Awards           | Elle-même              | Artiste solo britannique (féminine)  | Nomination |